# ヒュー・ペンティコースト
ヒュー・ペンティコースト（Hugh Pentecost、本名：ジャドスン・フィリップス〈Judson Pentecost Philips〉、1903年8月10日 - 1989年3月7日）は、アメリカ合衆国の推理作家。ペンティコースト名義、及びフィリップ・オーウェン (Philip Owen) 名義で100以上のミステリ作品を発表し、1930年代には本名のジャドスン・フィリップス名義で、パルプ・マガジンにスポーツ小説を多数発表した。

## 経歴
1903年、マサチューセッツ州ノースフィールドに生まれる。1925年にコロンビア大学を卒業するまで、国内を転々とした。
1920年代から1930年代頃に、パルプ・マガジンに短編小説を書き始める。戯曲や新聞のコラムなども担当した。1950年代に入ると、シャロン劇場の設立に携わり、プロデューサー兼アドバイザーとして働いた。1960年代半ばに、コネチカット州トリントンのラジオ局で州のイベント「ノースウェスト・コーナー」に関する番組の制作を担当した。
1973年、アメリカ探偵作家クラブより巨匠賞を授与される。
1976年にカリフォルニア州で発生した「チャウチラ誘拐事件」では、著作の1編「子供たちが消えた日」との酷似が指摘され、事件に影響を与えたと判断された。
1982年、『過去、現在、そして殺人』でネロ・ウルフ賞を受賞した。
1989年、コネチカット州カナンにて、肺気腫の合併症により85歳で死去。

## 作品リスト

### ルーク・ブラッドリー警部シリーズ
- Cancelled in Red (1939) - ペンティコーストの処女長編。
- Twenty-Fourth Horse (1940)
- I'll Sing at Your Funeral (1942)
- The Brass Chills (1943)

### 精神科医ジョン・スミス シリーズ
- Memory of Murder (1946) - 中編4話収録
- Where the snow was red (1949)
- 狂気の影 Shadow of Madness （ 1950年 /  1964年 早川書房 久里瀬いと訳）
  - 心理的拷問（第四の代償） The Fourth Degree (1948)  - 中短編集に未収録の短編。凶器・アリバイ・動機すべてが有罪を示す容疑者との尋問からスミスが真相にたどり着く一室内の寸劇。複数の和訳あり。

### パスカル警部シリーズ
- Lieutenant Pascal's Tastes in Homicide (1954) - 短編集
- 死亡告示クラブ The Obituary Club （ 1958年 /  1962年 早川書房 岩田迪子訳）
- The Lonely Target (1959)
- Only the Rich Die Young (1964)

### ジョージ叔父さんシリーズ
- シャーロック伯父さん Around Dark Corners (1970) - 短編集[4]
  - ハンティング日和 Hunting Day (1958) - ホームズ役のジョージ・クラウダー伯父と、ワトソン役のジョーイ・トリンブル少年が初登場の短編。
  - ミス・ミリントンの黒いあざ A Black Eye for Miss Millington (1958)
  - シャーロック伯父さん My Dear Uncle Sherlock (1960)
  - どこからともなく In the Middle of Nowhere (1963)
  - カーブの殺人 Murder by a Southpaw (1964)
  - 人の内側 The Man Inside (1964)
  - ヘクターは本気 Hector Is Willing (1964)
  - レイクビューの怪物 The Monster of Lake View (1967)
  - 我々が殺す番 Our Turn to Kill (1967)
- Choice of Violence (1961) - 以下はすべて長編。
- Murder Sweet and Sour (1965)
- The Copycat Killers (1983)
- Price of Silence (1984)
- Death by Fire (1986)
- Pattern for Terror (1990)

### ピエール・シャムブラン（ホテル経営者）シリーズ
- Cannibal who Overate (1962)
- The Shape of Fear (1963)
- Evil that Men Do (1966)
- The Golden Trap (1967)
- Gilded Nightmare (1968)
- Girl Watcher's Funeral (1969)
- The Deadly Joke (1971)
- Birthday, Deathday (1972)
- Walking Dead Man (1973)
- Bargain with Death (1974)
- Time of Terror (1975)
- Fourteen Dilemma (1976)
- Death After Breakfast (1978)
- Random Killer (1979)
- Beware Young Lovers (1980)
- Murder in Luxury (1981)
- With Intent to Kill (1982)
- Murder in High Places (1983)
- Remember to Kill Me (1984)
- Murder Round the Clock (1985)
- Nightmare Time (1986)
- Murder Goes Round and Round (1988) - 短編集。早川書房HMMや光文社EQに一部の短編が和訳あり[5]。
  - シャンブラン氏と暗い時代 Chambrun and the Dark Days (1968)
  - ビアフラから来た賓客 Chambrun and the War for Peace (1970)
  - 溶ける白鳥 Chambrun and the Melting Swan (1975)
  - 明々白々 Chambrun and the Obvious Clue (1979)
  - シャンブラン氏への伝言 Chambrun Gets The Message (1982)

### ジョン・ジェリコ シリーズ
- The Sniper (1965)
- Hide Her from Every Eye (1966)
- The Creeping Hours (1966)
- Dead Woman of the Year (1967)
- Girl with Six Fingers (1969)
- Plague of Violence (1970)
  - ジェリコと死の手がかり Jericho and the Dead Clue (1971) - 以下の作品は短編。
  - ジェリコと死の使い Jericho and Deadly Errand (1973)
  - ジェリコとアトリエの殺人 Jericho and the Studio (1975) - NYの裏街を舞台にしたハードボイルド短編。アイザック・アシモフがアンソロジーThe Big Apple Mysteriesの一編に収録[6]。
  - Jericho on Campus  (1976)

### ジュリアン・クィスト（広告会社社長）シリーズ
- Don't Drop Dead Tomorrow (1971)
- Champagne Killer (1972)
- Beautiful Dead (1973)
- The Judas Freak (1974)
- Honeymoon with Death (1975)
- Die After Dark (1976)
- Steel Palace (1977)
- Deadly Trap (1978)
- Homicidal Horse (1979)
- The Death Mask (1980)
- Sow Death, Reap Death (1981)
- 過去、現在、そして殺人 Past, Present and Murder （ 1982年 /  1983年 早川書房 汀一弘訳）
- Murder out of Wedlock (1983)
- Substitute Victim (1984)
- The Party Killer (1986)
- Kill and Kill Again (1987)

### シリーズ外作品
- Cat and Mouse (1940)
- Where the Snow Was Red (1946)
- Chinese Nightmare (1947)
- The Assassins (1955)
- Kingdom of Death (1960)
- The Deadly Friend (1961)
- Murder Clear Track Fast (1961)
- The Tarnished Angel (1963)
- Day the Children Vanished (1976) - 短編「子供たちが消えた日」 The Day the Children Vanished の長編化。短編は複数のアンソロジーで和訳あり。探偵役は引退しレイクビューに隠棲したヴォードヴィル・スターのパトリック・マホーニー。フランシス・M・ネヴィンズ（翻訳家では小森収）は、人物の集団消失を扱った本作をペンティコーストの代表作としている[7]。
- Murder as Usual (1977)

### アンソロジー
- Death Wears a Copper Necktie: and other stories (1946)
- Alfred Hitchcock's Daring Detectives (1969)

### ジャドスン・フィリップス名義
ピーター・スタイルズ（ジャーナリスト）シリーズ
1. Laughter Trap (1964)
2. Black Glass City (1965)
3. The Twisted People (1965)
4. Wings of Madness (1966)
5. Thursday's Folly (1967)
6. 灼熱のテロリズム Hot Summer Killing （ 1968年 /  2006年 論創海外ミステリ 後藤健治訳）
7. Nightmare at Dawn (1970)
8. Escape a Killer (1971)
9. The Vanishing Senator (1972)
10. Larkspur Conspiracy (1973)
11. The Power Killers (1974)
12. Walked a Crooked Mile (1975)
13. Backlash (1976)
14. Five Roads to Death (1977)
15. Why Murder (1979)
16. Death is a Dirty Trick (1980)
17. Murder as the Curtain Rises (1981)
18. Target for Tragedy (1982)

シリーズ外作品
- 二十三号室の謎  Room Number 23 (1925) - ペンティコーストの探偵小説デビュー作。ジャドスン・フィリップス名義の短編。探偵役は詩人ジェームス・ベラミ。
- Red War (1936) - トマス・M・ジョンソンとの共著
- Death Delivers a Postcard (1940)
- Murder in Marble (1940)
- Odds on the Hot Seat (1941)
- The Fourteenth Trump (1942)
- Killer on the Catwalk (1959)
- ささやく街 Whisper Town （ 1960年 /  1963年 早川書房 小尾芙佐訳）
- A Dead Ending (1962)
- The Dead Can't Love (1963)
- Murder Arranged (1978)

### フィリップ・オーウェン名義
- Mystery at a Country Inn (1979)